# Gràpsids
Els gràpsids (Grapsidae) formen una família de crustacis decàpodes braquiürs de la superfamília dels grapsoïdeus (Grapsoidea).
Són típicament tropicals tot i tenir una distribució més enllà dels tròpics, ampla. Està present a la Mediterrània occidental i entre les seves espècies hi ha el cranc roquer (Pachygrapsus marmoratus), un dels crancs més fàcils de poder observar a les roques del litoral.

## Taxonomia
La família Grapsidae inclou 41 espècies en 7 gèneres:
- Geograpsus Stimpson, 1858
- Goniopsis De Haan, 1833
- Grapsus Lamarck, 1801
- Leptograpsus H. Milne Edwards, 1853
- Metopograpsus H. Milne Edwards, 1853
- Pachygrapsus Randall, 1839
- Planes Bowdich, 1825